# Die Carolin Kebekus Show/Episodenliste
Diese Episodenliste enthält alle Episoden der Fernsehsendung Die Carolin Kebekus Show.

## Staffel 1
| Folge | Erstausstrahlung | Gäste                 | Themen der Sendung |
| ----- | ---------------- | --------------------- | --- |
| 1     | 21. Mai 2020     | Motsi Mabuse          | Themenstück: Hausfrauenträume und die klassische Rollenverteilung der 50er Jahre. Mit „Carolin Kebekus Allstars“ stellt Kebekus auch einen Song über ihre neuen Hobbys in der Corona-Krise vor. |
| 2     | 28. Mai 2020     | Mark Forster          | Einspieler Rebecca und Larissa (Martina Hill). Einspieler mit Mai Thi Nguyen-Kim über Vorurteile von WissenschaftlerInnen. Mark Forster präsentiert seinen Song „Übermorgen“.                   |
| 3     | 4. Juni 2020     | Anja Reschke          | Themenstück: Frauen in der Raumfahrt. Einspieler mit Annette Frier zum Thema Corona-sicherer Stadtbummel.                                                                                       |
| 4     | 11. Juni 2020    | Janin Ullmann         | Themenstück: Unsichtbare Frauen Max Raabe singt zusammen mit Carolin Kebekus ein Duett. |
| 5     | 18. Juni 2020    | Hazel Brugger         | Themenstück: Gleichberechtigung. Einspieler mit Moritz Neumeier über den Sexismus von Männern.                                                                                                  |
| 6     | 25. Juni 2020    | Kai Pflaume           | Themenstück: „60 Jahre Pille“. Spiel: „Caro & Kai gegen Das Erste“. Außerdem gibt es ein Wiedersehen mit „Rebecca & Larissa“, die sich mit dem Thema „Ernährung“ beschäftigen.                  |
| 7     | 2. Juli 2020     | Katrin Göring-Eckardt | Themenstück: Fast Fashion Spiel: Kanzler, Lover, Vater |
| 8     | 9. Juli 2020     | Palina Rojinski       | Themenstück: Karrierechancen von Frauen in der katholischen Kirche. Einspieler zum Thema Toxische Männlichkeit mit Moritz Neumeier.                                                             |

## Staffel 2
| Folge | Erstausstrahlung | Gäste              | Themen der Sendung |
| ----- | ---------------- | ------------------ | --- |
| 1     | 27. Mai 2021     | Bill Kaulitz       | Themenstück: Korruption im Fußball Einspieler zur 1. Sportball-Weltmeisterschaft mit Sven Hannawald, Janin Ullmann, Phil Laude und Moderator Tom Bartels. Carolin Kebekus feat. Karl Lauterbach – La Vida sin Corona (Der Sommer wird gut) |
| 2     | 3. Juni 2021     | Maria Furtwängler  | Themenstück: Missbrauch in der katholischen Kirche |
| 3     | 10. Juni 2021    | Mai Thi Nguyen-Kim | Themenstück: Arschlöcher in der Gesellschaft Verleihung des Kimme-Preises an Friedrich Merz |
| 4     | 17. Juni 2021    | No Angels          | Themenstück: Programmierte Vorurteile Einspieler: Lady Gender Gaga und Liveauftritt „Herstory of Girlbands“ mit den No Angels |
| 5     | 24. Juni 2021    | Kurt Krömer        | Themenstück: Fitfluenzer – Die Influenzer der Fitness-Szene Song über Bindegewebe, Einspieler mit Mai Thi Nguyen-Kim über Superhelden der Wissenschaft: „Science Woman“                                                                    |
| 6     | 1. Juli 2021     | Aminata Belli      | Themenstück: Dating und Romance-Scammer Liveauftritt Hold Me Like You Used To mit Zoe Wees. Einspieler: Rebecca & Larissa sprechen über die Bundestagswahl                                                                                 |
| 7     | 8. Juli 2021     | Luisa Neubauer     | Themenstücke: Victim Blaming und sexuelle Belästigung von Frauen, Ernährung: wie Zucker als gesund dargestellt wird Einspieler: fiktiver Fame durch #metoo; Song über Klimasünden                                                          |
| 8     | 15. Juli 2021    | Anke Engelke       | Themenstück: niedriger Frauenanteil auf Festivalbühnen und in der Musikbranche Einspieler: Angela Merkels letzter Arbeitstag; Carolin wird von Karl Lauterbach in den Sommerurlaub gefahren                                                |

## Staffel 3
| Folge | Erstausstrahlung | Gäste                          | Themen der Sendung                                                       |
| ----- | ---------------- | ------------------------------ | ------------------------------------------------------------------------ |
| 1     | 28. April 2022   | Bastian Pastewka               |                                                                          |
| 2     | 5. Mai 2022      | Riccardo Simonetti             | Einspieler mit Martina Hill                                              |
| 3     | 12. Mai 2022     | Pierre M. Krause, Tereza Hossa | Spiel Stadt, Land, Show; Einspieler mit Sophie Passmann                  |
| 4     | 19. Mai 2022     | Ellen Ehni                     |                                                                          |
| 5     | 26. Mai 2022     | Max Giermann                   |                                                                          |
| 6     | 2. Juni 2022     | Caren Miosga                   |                                                                          |
| 7     | 9. Juni 2022     | Giovanni Zarrella              | Tereza Hossa berichtet vom DCKS Festival; Einspieler mit Sophie Passmann |
| 8     | 16. Juni 2022    | Badmómzjay                     |                                                                          |
| 9     | 23. Juni 2022    | Torsten Sträter, Tereza Hossa  | Einspieler mit Sophie Passmann                                           |

## Staffel 4
| Folge | Erstausstrahlung  | Gäste             | Themen der Sendung |
| ----- | ----------------- | ----------------- | ------------------ |
| 1     | 20. Oktober 2022  | Natalie Amiri     |                    |
| 2     | 27. Oktober 2022  | Eva Schulz        |                    |
| 3     | 3. November 2022  | Karoline Herfurth |                    |
| 4     | 10. November 2022 | Teddy             |                    |
| 5     | 17. November 2022 | Sven Plöger       |                    |
| 6     | 24. November 2022 | Arnd Zeigler      |                    |
| 7     | 1. Dezember 2022  | Maren Kroymann    |                    |

## Staffel 5
| Folge | Erstausstrahlung | Gäste                           | Themen der Sendung                                                        |
| ----- | ---------------- | ------------------------------- | ------------------------------------------------------------------------- |
| 1     | 6. April 2023    | Herbert Grönemeyer              |                                                                           |
| 2     | 13. April 2023   | Kevin Kühnert                   |                                                                           |
| 3     | 20. April 2023   | Ruth Moschner                   |                                                                           |
| 4     | 27. April 2023   | Vanessa Mai                     |                                                                           |
| 5     | 4. Mai 2023      | Dennis und Benni Wolter         | Britische Monarchie und Wahl in der Türkei                                |
| 6     | 11. Mai 2023     | Nikeata Thompson                | Tod und Organspende, Arbeitsbedingungen in der Filmindustrie              |
| 7     | 18. Mai 2023     | Vassili Golod                   | Anti-Feministen und angebliche Alpha-Männern, die sogenannte „Manosphere“ |
| 8     | 25. Mai 2023     | Hazel Brugger                   | Fußball-WM der Frauen, Gleichberechtigung des Frauenfußballs, WM Hymne    |
| 9     | 6. Juli 2023     | Ina Müller und Esther Sedlaczek | Caros Nacht \| DCKS Spezial                                               |

## Staffel 6
| Folge | Erstausstrahlung  | Gäste                       | Themen der Sendung |
| ----- | ----------------- | --------------------------- | ------------------ |
| 1     | 2. November 2023  | Steven Gätjen               |                    |
| 2     | 9. November 2023  | Hugo Egon Balder            |                    |
| 3     | 23. November 2023 | Tim Mälzer                  |                    |
| 4     | 30. November 2023 | Martina Hill                |                    |
| 5     | 7. Dezember 2023  | Hazel Brugger               |                    |
| 6     | 14. Dezember 2023 | Linda Zervakis, Laura Kampf |                    |

## Staffel 7
| Folge | Erstausstrahlung  | Gäste                                       | Themen der Sendung |
| ----- | ----------------- | ------------------------------------------- | --- |
| 1     | 24. Oktober 2024  | Louis Klamroth                              | |
| 2     | 31. Oktober 2024  | HandOfBlood                                 | |
| 3     | 7. November 2024  | Annette Frier                               | |
| 4     | 14. November 2024 | Laura Larsson                               | |
| 5     | 21. November 2024 | Giulia Becker                               | |
| 6     | 28. November 2024 | Stefanie Giesinger                          | |
| 7     | 5. Dezember 2024  | Filiz Tasdan                                | |
| 8     | 12. Dezember 2024 |                                             | Carolin spielt mit ihren Freunden Tarkan Bagci, Giulia Becker, Parshad Esmaeili, David Kebekus, Niklas van Lipzig, David Martin, Jeannine Michaelsen und Jasmin Schwiers unter der Leitung von Jan van Weyde das Spiel „Vampire“ (angelehnt an Die Werwölfe von Düsterwald (Spiel)). |
| 9     | 2. Januar 2025    | Ana Lucía, Kristina Bogansky, Anissa Loucif | Stand-up Special |

## Staffel 8
| Folge | Erstausstrahlung | Gäste                                                    | Themen der Sendung |
| ----- | ---------------- | -------------------------------------------------------- | --- |
| 1     | 10. April 2025   | Ingo Zamperoni                                           | |
| 2     | 18. April 2025   | Heidi Reichinnek                                         | |
| 3     | 24. April 2025   | Tahsim Durgun                                            | |
| 4     | 2. Mai 2025      | Guido Maria Kretschmer                                   | Carolin bewirbt sich im Vorfeld des Konklave 2025 um das Amt der Päpstin und bewertet mit Guido Maria Kretschmer Alltagssünden. |
| 5     | 8. Mai 2025      | Frauke Ludowig                                           | |
| 6     | 15. Mai 2025     | Julia Duchrow, Ikram Errahmouni-Rimi, Said Etris Hashemi | Im Zuge des Todesfall Lorenz A. redet Carolin mit ihren Gästen über deren Perspektiven zu Polizeigewalt in Deutschland. |
| 7     | 22. Mai 2025     | Gazelle                                                  | Carolin feiert den Aufstieg des 1. FC Köln in die Fußball-Bundesliga, blickt auf das Feminismus-Carometer und macht Impro-Comedy mit Influencerin und Comedienne Gazelle. |
| 8     | 29. Mai 2025     | Annalena Baerbock                                        | Carolin klärt über den geplanten Hebammenhilfevertrag auf und unterhält sich mit Annalena Baerbock über feministische Themen, während sie vor einer Kulisse von New York sitzen, da Baerbock als Kandidatin für den Vorsitz der Generalversammlung der Vereinten Nationen in der Sitzungsperiode 2025/26 vorgeschlagen werden soll. |
| 9     | 5. Juni 2025     | Till Reiners                                             | Carolin ruft dazu auf lokale Christopher Street Days zu besuchen, besingt ihre "Still-Brüste" und testet mit Till Reiners verschiedene gemeinsame Podcast-Formate. |